# Bão mùa đông giữa tháng 12 và đợt lốc xoáy bùng phát (2021)
Bão mùa đông giữa tháng 12 và đợt lốc xoáy bùng phát là một xoáy thuận ngoài nhiệt đới có kèm theo những trận giông lốc mạnh xảy ra ở vùng đông bắc nước Mỹ và đông Canada. Bão đã được kênh thời tiết quốc gia Hoa Kỳ đặt tên không chính thức là bão Atticus. 

## Lịch sử khí tượng

### Hình thành và phát triển

Vòng lặp vệ tinh của bão mùa đông giữa tháng 12 và đợt lốc xoáy bùng phát. Các chấm màu trắng là vị trí của các lơn lốc xoáy diễn ra.

Vào ngày 8 tháng 12, một xoáy thuận ngoài nhiệt đới hình thành và đã tạo ra một trận lốc xoáy kinh hoàng bùng phát ở miền Nam nước Mỹ. Vào lúc trời se lạnh, một trận bão tuyết lớn đã xảy ra ở Plains và Upper Midwest, rồi tiến vào vùng đồng bằng trung tâm Hoa Kỳ vào ngày 9 tháng 12. Cơn bão đã mang lượng tuyết có thể đo được đầu tiên của mùa mưa tuyết đến Utah. Ở phía nam Wyoming và Colorado, tuyết rơi dày đặc, có nơi tuyết dày đến 0,91 mét (3 feet).

### Hậu quả xảy ra

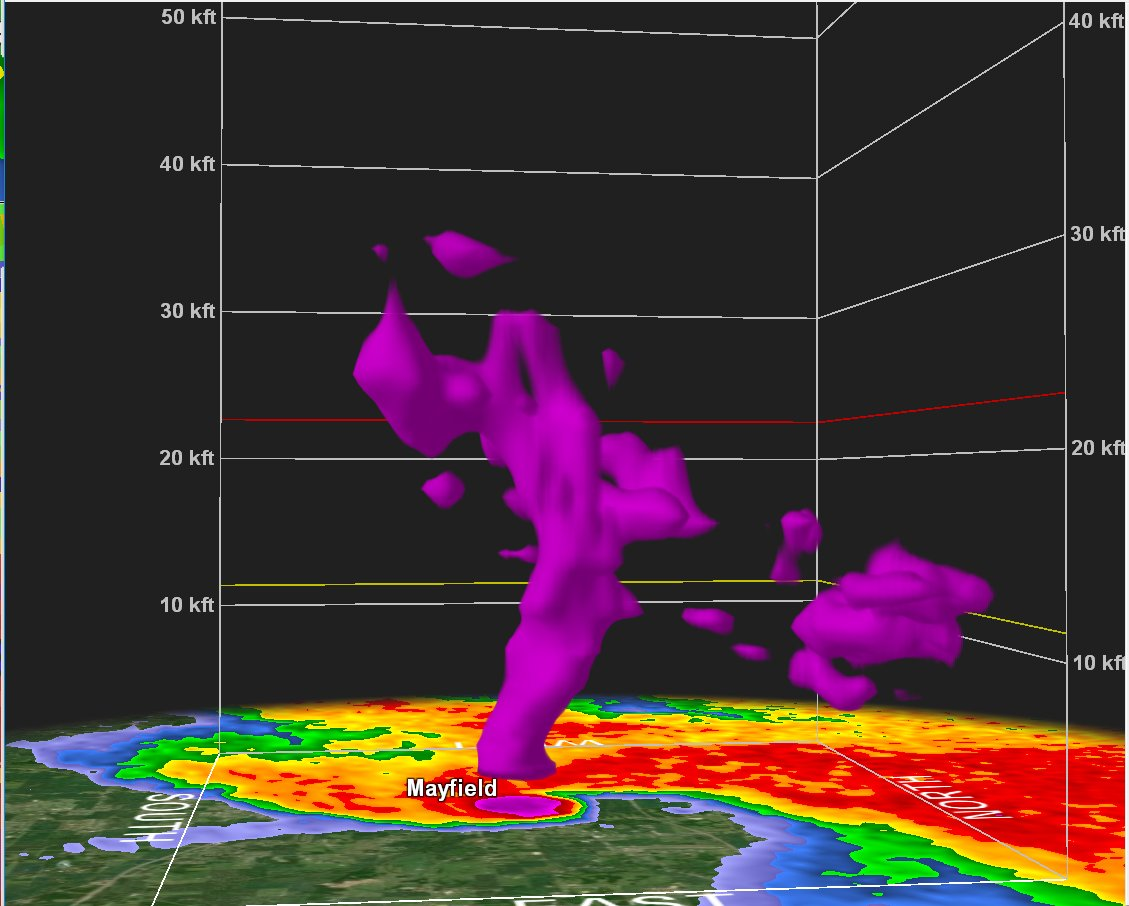
Sơ đồ mặt cắt ngang của một cơn lốc xoáy.

Tại Minnesota, một số thị trấn và thành phố đã nhận được lượng tuyết dày hơn một foot (30 cm), có vùng nhận được tổng lượng tuyết tối đa là 21 inch (53 cm), khiến cơn bão mùa đông Atticus trở thành trận bão tuyết nặng nhất được ghi nhận trong khu vực kể từ một trận bão tuyết khác vào tháng 4 năm 2018. Minneapolis và Saint Paul từng tuyên bố tình trạng khẩn cấp về tuyết rơi. Tại Twin Cities, Metro Transit báo cáo rằng một nửa số chuyến xe buýt của họ đã bị hoãn lạ. Hơn 250 chuyến bay đã bị hủy tại Sân bay Quốc tế Minneapolis – Saint Paul. Gần Faribault, một vụ kẹt xe đã xảy ra trên đường liên bang số 35. Cơ quan tuần tra bang Minnesota báo cáo có 232 vụ tai nạn, khiến 19 người bị thương. Cơ quan Thời tiết Quốc gia đã ban hành cảnh báo bão mùa đông cho một phần của Minnesota trong ngày 10 tháng 12.

## Tình hình lốc xoáy

### Ngày 10 tháng 12
| Cường độ | Vị trí                                                                                 | Quận/Hạt/Giáo xứ | Tiểu bang  | Toạ độ bắt đầu.                             | Thời gian tồn tại (UTC) | Quãng đường di chuyển      | Bề rộng tối đa     |
| -------- | -------------------------------------------------------------------------------------- | --- | ---------- | ------------------------------------------- | ----------------------- | -------------------------- | ------------------ |
| EF0      | Tây Nam Emerald Mountain                                                               | Elmore | AL         | 32°26′11″B 86°07′57″T / 32,4364°B 86,1324°T | 22:12                   | 0,19 mi (0,31 km)          | 50 yd (46 m)       |
| EF1      | Đông Nam Niangua                                                                       | Webster, Wright | MO         | 37°20′B 92°45′T / 37,34°B 92,75°T           | 00:13–00:23             | 6,3 mi (10,1 km)           | 75 yd (69 m)       |
| EFU      | Bắc Weldon → Nam Tây Nam Amagon                                                        | Jackson | AR         | 35°28′29″B 91°13′50″T / 35,4747°B 91,2306°T | 00:15–00:23             | 6,69 mi (10,77 km)         | 150 yd (140 m)     |
| EF0      | Weiner                                                                                 | Poinsett | AR         | 35°36′24″B 90°56′03″T / 35,6067°B 90,9342°T | 00:40–00:43             | 2,9 mi (4,7 km)            | 50 yd (46 m)       |
| EF1      | Nam Jonesboro                                                                          | Craighead | AR         | 35°42′30″B 90°43′59″T / 35,7084°B 90,733°T  | 00:57–01:01             | 6,2 mi (10,0 km)           | 150 yd (140 m)     |
| EF1      | Đông Bắc Wellsville                                                                    | Montgomery | MO         | 39°05′35″B 91°32′20″T / 39,093°B 91,539°T   | 00:59–01:00             | 1 mi (1,6 km)              | 50 yd (46 m)       |
| EF0      | Tây Bay, AR                                                                            | Craighead | AR         | 35°43′57″B 90°35′50″T / 35,7326°B 90,5971°T | 01:03–01:04             | 1,2 mi (1,9 km)            | 50 yd (46 m)       |
| EF4      | Bắc Bay, AR → Monette, AR → Braggadocio, MO → Đông Bắc Samburg, TN                     | Craighead (AR), Mississippi (AR), Dunklin (MO), Pemiscot (MO), Lake (TN), Obion (TN)                                                                                   | AR, MO, TN | 35°47′12″B 90°33′04″T / 35,7867°B 90,5511°T | 01:07–02:36             | 81,2 mi (130,7 km)         | 1.800 yd (1.600 m) |
| EF1      | Tây Bắc Branson West                                                                   | Stone | MO         | 36°42′29″B 93°23′13″T / 36,708°B 93,387°T   | 01:37–01:40             | 0,67 mi (1,08 km)          | 75 yd (69 m)       |
| EF3      | Tây Bắc Augusta → Đông Nam Harvester                                                   | St. Charles, St. Louis | MO         | 38°35′54″B 90°54′31″T / 38,5982°B 90,9085°T | 01:35–01:57             | 21 mi (34 km)              | 100 yd (91 m)      |
| EF2      | Nam Tây Nam Virginia → Đông Đông Nam Chandlerville                                     | Cass | IL         | 39°53′43″B 90°14′23″T / 39,8954°B 90,2398°T | 01:47–01:59             | 12,78 mi (20,57 km)        | 200 yd (180 m)     |
| EF1      | Tây Bắc Merriam Woods                                                                  | Taney | MO         | 36°45′39″B 93°13′28″T / 36,7609°B 93,2244°T | 01:49–01:52             | Hình thành rồi tan tại chỗ |                    |
| EF1      | Diaz                                                                                   | Jackson | AR         | 35°37′57″B 91°15′49″T / 35,6324°B 91,2636°T | 02:06–02:07             | 0,55 mi (0,89 km)          | 80 yd (73 m)       |
| EF2      | Đông Bắc Atterberry                                                                    | Menard | IL         | 40°03′39″B 89°54′55″T / 40,0607°B 89,9153°T | 02:07–02:16             | 4,6 mi (7,4 km)            | 250 yd (230 m)     |
| EF2      | Bắc Augusta → Nam Tupelo                                                               | Woodruff, Jackson | AR         | 35°18′14″B 91°22′08″T / 35,3038°B 91,3689°T | 02:13–02:22             | 9,11 mi (14,66 km)         | 500 yd (460 m)     |
| EF3      | Tây NamEdwardsville                                                                    | Madison | IL         | 38°45′40″B 90°02′54″T / 38,7611°B 90,0482°T | 02:28–02:32             | 3,65 mi (5,87 km)          | 300 yd (270 m)     |
| EF1      | Nam Tây Nam Beedeville                                                                 | Jackson | AR         | 35°24′28″B 91°07′30″T / 35,4077°B 91,125°T  | 02:30–02:31             | 0,51 mi (0,82 km)          | 30 yd (27 m)       |
| EF1      | Tây Jonesboro                                                                          | Craighead | AR         | 35°49′B 90°55′T / 35,82°B 90,92°T           | 02:30–02:35             | 4,66 mi (7,50 km)          | 150 yd (140 m)     |
| EF1      | Tây Nam Central City                                                                   | Muhlenberg | KY         | 37°16′B 87°10′T / 37,26°B 87,17°T           | 02:32–02:37             | 2,75 mi (4,43 km)          | 75 yd (69 m)       |
| EF1      | Đông Bắc Samburg                                                                       | Obion | TN         | 36°25′09″B 89°16′24″T / 36,4192°B 89,2733°T | 02:39–02:40             | 0,6 mi (0,97 km)           | 100 yd (91 m)      |
| EF0      | Tây Union City                                                                         | Obion | TN         | 36°24′24″B 89°13′27″T / 36,4066°B 89,2241°T | 02:41–02:44             | 3,1 mi (5,0 km)            | 80 yd (73 m)       |
| EF0      | Tây Tây Bắc Union City                                                                 | Obion | TN         | 36°26′35″B 89°12′50″T / 36,443°B 89,2139°T  | 02:43–02:44             | 0,4 mi (0,64 km)           | 50 yd (46 m)       |
| EF0      | Đông Fisher                                                                            | Poinsett | AR         | 35°29′04″B 90°54′24″T / 35,4845°B 90,9068°T | 02:45–02:47             | 0,5 mi (0,80 km)           | 25 yd (23 m)       |
| EF4      | Woodland Mills, TN → Cayce, KY → Mayfield, KY → Dawson Springs, KY → Tây McDaniels, KY | Obion (TN), Fulton (KY), Hickman (KY), Graves (KY), Marshall (KY), Lyon (KY), Caldwell (KY), Hopkins (KY), Muhlenberg (KY), Ohio (KY), Breckinridge (KY), Grayson (KY) | TN, KY     | 36°29′B 89°08′T / 36,48°B 89,14°T           | 02:49–05:47             | 165,7 mi (266,7 km)        | 1.760 yd (1.610 m) |
| EF0      | Đông Đông Nam Fisher                                                                   | Poinsett | AR         | 35°30′33″B 90°50′35″T / 35,5093°B 90,8431°T | 02:51                   | 0,25 mi (0,40 km)          | 20 yd (18 m)       |
| EF2      | Nam Sorento → Tây Bắc Cowden                                                           | Bond, Montgomery, Fayette, Shelby | IL         | 38°59′07″B 89°34′11″T / 38,9854°B 89,5697°T | 02:53–03:36             | 41,47 mi (66,74 km)        | 690 yd (630 m)     |
| EF2      | Trumann                                                                                | Poinsett | AR         | 35°39′55″B 90°31′36″T / 35,6654°B 90,5268°T | 03:11–03:15             | 3,6 mi (5,8 km)            | 250 yd (230 m)     |
| EF2      | Nam Đông Nam Windsor → Đông Bắc Mattoon                                                | Shelby, Moultrie, Coles | IL         | 39°25′08″B 88°35′24″T / 39,419°B 88,59°T    | 03:50–04:04             | 15,8 mi (25,4 km)          | 200 yd (180 m)     |
| EF0      | Bắc Cedar Lake                                                                         | Lake | IN         | 41°25′B 87°28′T / 41,41°B 87,46°T           | 04:05–04:10             | 4,8 mi (7,7 km)            | 100 yd (91 m)      |
| EF2      | Đông Bắc Ellington                                                                     | Reynolds | MO         | 37°16′24″B 90°52′36″T / 37,2734°B 90,8766°T | 04:05–04:11             | 6,3 mi (10,1 km)           | 300 yd (270 m)     |
| EF3      | Newbern, TN → Dresden, TN → Pembroke, KY → Tây Elkton, KY                              | Dyer (TN), Gibson (TN), Obion (TN), Weakley (TN), Henry (TN), Calloway (KY), Stewart (TN), Christian (KY), Todd (KY)                                                   | TN, KY     | 36°07′11″B 89°15′33″T / 36,1197°B 89,2592°T | 04:32–06:36             | 122,91 mi (197,80 km)      | 1.038 yd (949 m)   |
| EF2      | Bắc Chrisman                                                                           | Edgar, Vermilion | IL         | 39°50′58″B 87°40′09″T / 39,8494°B 87,6693°T | 04:37–04:41             | 3,65 mi (5,87 km)          | 100 yd (91 m)      |

### Ngày 11 tháng 12
| Cường độ | Vị trí                                                            | Quận/Hạt/Giáo xứ          | Tiểu bang | Toạ độ bắt đầu                              | Thời gian tồn tại (UTC) | Quãng đường di chuyển | Bề rộng tối đa     |
| -------- | ----------------------------------------------------------------- | ------------------------- | --------- | ------------------------------------------- | ----------------------- | --------------------- | ------------------ |
| EF1      | Đông Nam Big Spring                                               | Hardin                    | KY        | 37°46′34″B 86°08′17″T / 37,776°B 86,138°T   | 06:06–06:08             | 1,9 mi (3,1 km)       | 50 yd (46 m)       |
| EF0      | Tây Bắc Somerville                                                | Fayette                   | TN        | 35°19′B 89°28′T / 35,31°B 89,46°T           | 06:40                   | 0,53 mi (0,85 km)     | 50 yd (46 m)       |
| EF3      | Tây Russellville → Tây Bắc Bowling Green                          | Logan, Warren             | KY        | 36°51′32″B 87°01′59″T / 36,859°B 87,033°T   | 06:47–07:12             | 28,03 mi (45,11 km)   | 1.400 yd (1.300 m) |
| EF1      | Đông Nam Mount Washington                                         | Spencer                   | KY        | 38°00′B 85°30′T / 38°B 85,5°T               | 06:50–06:52             | 1,85 mi (2,98 km)     | 100 yd (91 m)      |
| EF3      | Tây Nam Bowling Green → Nam Plum Springs → Bắc Tây Bắc Rocky Hill | Warren, Edmonson          | KY        | 36°54′58″B 86°37′05″T / 36,916°B 86,618°T   | 07:09–07:39             | 29,8 mi (48,0 km)     | 440 yd (400 m)     |
| EF2      | Đông Nam Bowling Green → Đông Nam Plum Springs                    | Warren                    | KY        | 36°57′22″B 86°25′23″T / 36,956°B 86,423°T   | 07:19–07:24             | 6,1 mi (9,8 km)       | 300 yd (270 m)     |
| EF1      | Đông Đông Nam Jackson → Tây Tây Nam Lexington                     | Madison, Henderson        | TN        | 35°37′B 88°40′T / 35,61°B 88,67°T           | 07:32–07:40             | 7,8 mi (12,6 km)      | 300 yd (270 m)     |
| EF2      | Tây Tây Bắc Lexington → Natchez Trace State Park                  | Henderson                 | TN        | 35°41′B 88°29′T / 35,68°B 88,48°T           | 07:40–07:58             | 15,5 mi (24,9 km)     | 600 yd (550 m)     |
| EF2      | Tây Nam Park City → Cave City → Đông Bắc Horse Cave               | Edmonson, Barren, Hart    | KY        | 37°04′B 86°05′T / 37,07°B 86,09°T           | 07:40–07:54             | 16,6 mi (26,7 km)     | 900 yd (820 m)     |
| EF2      | Nam Tây Nam Munfordville → Hardyville → Đông Bắc Summersville     | Hart, Green               | KY        | 37°13′B 85°56′T / 37,22°B 85,93°T           | 07:55–08:17             | 23,95 mi (38,54 km)   | 530 yd (480 m)     |
| EF1      | Nam Tây Nam Holladay → Đông Nam Sugar Tree                        | Decatur, Benton           | TN        | 35°48′B 88°10′T / 35,8°B 88,17°T            | 08:00–08:08             | 9,1 mi (14,6 km)      | 100 yd (91 m)      |
| EF1      | Nam Ada                                                           | Hardin                    | OH        | 40°43′50″B 83°49′35″T / 40,7305°B 83,8264°T | 08:06–08:10             | 1,6 mi (2,6 km)       | 260 yd (240 m)     |
| EF1      | Tây Tây Bắc Lobelville → Tây Bắc Bucksnort                        | Perry, Humphreys, Hickman | TN        | 35°47′37″B 87°52′53″T / 35,7936°B 87,8815°T | 08:15–08:26             | 14,48 mi (23,30 km)   | 250 yd (230 m)     |
| EF3      | Tây Saloma → Tây Bradfordsville                                   | Taylor, Marion            | KY        | 37°25′B 85°26′T / 37,41°B 85,43°T           | 08:20–08:36             | 14,7 mi (23,7 km)     | 450 yd (410 m)     |
| EF0      | Bắc Tây Bắc Centerville                                           | Hickman                   | TN        | 35°55′29″B 87°37′17″T / 35,9246°B 87,6214°T | 08:33–08:39             | 6,78 mi (10,91 km)    | 100 yd (91 m)      |
| EF1      | Tây Nam Gravel Switch                                             | Marion                    | KY        | 37°32′B 85°07′T / 37,53°B 85,11°T           | 08:41–08:43             | 1,9 mi (3,1 km)       | 50 yd (46 m)       |
| EF2      | Nam Tây Nam Dickson → Đông Nam Burns                              | Hickman, Dickson          | TN        | 35°58′33″B 87°28′34″T / 35,9759°B 87,4761°T | 08:43–08:51             | 13,13 mi (21,13 km)   | 500 yd (460 m)     |
| EF1      | Nam Burns → Nam White Bluff                                       | Dickson                   | TN        | 36°01′33″B 87°18′18″T / 36,0257°B 87,3051°T | 08:49–08:54             | 5,57 mi (8,96 km)     | 175 yd (160 m)     |
| EF2      | Đông White Bluff → Đông Bắc Pegram                                | Dickson, Cheatham         | TN        | 36°06′17″B 87°11′36″T / 36,1048°B 87,1934°T | 08:57–09:11             | 12,21 mi (19,65 km)   | 400 yd (370 m)     |
| EF2      | Đông Junction City                                                | Boyle                     | KY        | 37°34′45″B 84°46′35″T / 37,5793°B 84,7763°T | 09:01–09:02             | 0,63 mi (1,01 km)     | 100 yd (91 m)      |
| EF1      | Danville                                                          | Boyle                     | KY        | 37°39′B 84°47′T / 37,65°B 84,79°T           | 09:02–09:05             | 3,63 mi (5,84 km)     | 400 yd (370 m)     |
| EF1      | Đông Nam Danville → Tây Bắc Lancaster                             | Boyle, Garrard            | KY        | 37°36′10″B 84°43′33″T / 37,6029°B 84,7258°T | 09:04–09:13             | 7,17 mi (11,54 km)    | 100 yd (91 m)      |
| EF1      | Tây Nam Bryantsville                                              | Boyle, Garrard            | KY        | 37°40′29″B 84°41′27″T / 37,6747°B 84,6909°T | 09:08–09:12             | 2,93 mi (4,72 km)     | 950 yd (870 m)     |
| EF1      | Tây Bắc Lancaster                                                 | Garrard                   | KY        | 37°40′05″B 84°37′41″T / 37,668°B 84,628°T   | 09:10–09:11             | 0,6 mi (0,97 km)      | 100 yd (91 m)      |
| EF0      | Đông Bắc Pegram → Bắc Tây Bắc Downtown Nashville                  | Davidson                  | TN        | 36°10′55″B 86°57′34″T / 36,1819°B 86,9594°T | 09:12–09:21             | 9 mi (14 km)          | 300 yd (270 m)     |
| EF1      | Bắc Tây Bắc Round Hill                                            | Madison                   | KY        | 37°41′17″B 84°25′16″T / 37,688°B 84,421°T   | 09:22                   | 0,25 mi (0,40 km)     | 75 yd (69 m)       |
| EF1      | Bắc Tây Bắc Richmond                                              | Madison                   | KY        | 37°49′26″B 84°19′44″T / 37,824°B 84,329°T   | 09:31–09:32             | 1,2 mi (1,9 km)       | 125 yd (114 m)     |
| EF1      | Old Hickory → Đông Hendersonville                                 | Davidson, Sumner, Wilson  | TN        | 36°15′49″B 86°39′28″T / 36,2635°B 86,6578°T | 09:31–09:37             | 6,82 mi (10,98 km)    | 150 yd (140 m)     |
| EF1      | Nam Hermitage → Mount Juliet                                      | Davidson, Wilson          | TN        | 36°08′33″B 86°35′24″T / 36,1424°B 86,5901°T | 09:31–09:39             | 7,67 mi (12,34 km)    | 100 yd (91 m)      |
| EF0      | Hermitage                                                         | Davidson                  | TN        | 36°09′48″B 86°37′20″T / 36,1634°B 86,6223°T | 09:33–09:35             | 1,38 mi (2,22 km)     | 50 yd (46 m)       |
| EF0      | Bắc Gallatin → Tây Nam Bethpage                                   | Sumner                    | TN        | 36°26′35″B 86°26′09″T / 36,443°B 86,4358°T  | 09:42–09:47             | 6,21 mi (9,99 km)     | 50 yd (46 m)       |
| EF0      | Bắc Lebanon                                                       | Wilson, Sumner            | TN        | 36°18′36″B 86°19′48″T / 36,3099°B 86,3301°T | 09:48–09:51             | 3,07 mi (4,94 km)     | 50 yd (46 m)       |
| EF0      | South Carthage → Tây Bắc Granville                                | Smith, Jackson            | TN        | 36°14′30″B 85°57′17″T / 36,2416°B 85,9548°T | 10:05–10:10             | 7,29 mi (11,73 km)    | 75 yd (69 m)       |
| EF1      | Hermitage Springs, TN → Đông Hestand, KY                          | Clay (TN), Monroe (KY)    | TN, KY    | 36°34′51″B 85°46′26″T / 36,5809°B 85,7738°T | 10:20–10:30             | 11,17 mi (17,98 km)   | 75 yd (69 m)       |
| EF1      | Bắc Marietta                                                      | Prentiss                  | MS        | 34°32′11″B 88°27′44″T / 34,5365°B 88,4622°T | 10:30–10:32             | 4,5 mi (7,2 km)       | 100 yd (91 m)      |
| EF0      | Nam Elkton                                                        | Giles                     | TN        | 35°02′25″B 86°54′50″T / 35,0402°B 86,9138°T | 12:17–12:19             | 2,14 mi (3,44 km)     | 30 yd (27 m)       |
| EF1      | Coalmont → Bắc Palmer                                             | Grundy                    | TN        | 35°20′51″B 85°42′42″T / 35,3475°B 85,7118°T | 13:36–13:45             | 8,8 mi (14,2 km)      | 100 yd (91 m)      |
| EF0      | Nam Irwinton                                                      | Wilkinson                 | GA        | 32°43′38″B 83°12′20″T / 32,7272°B 83,2055°T | 22:16–22:23             | 3,8 mi (6,1 km)       | 200 yd (180 m)     |

## Thiệt hại

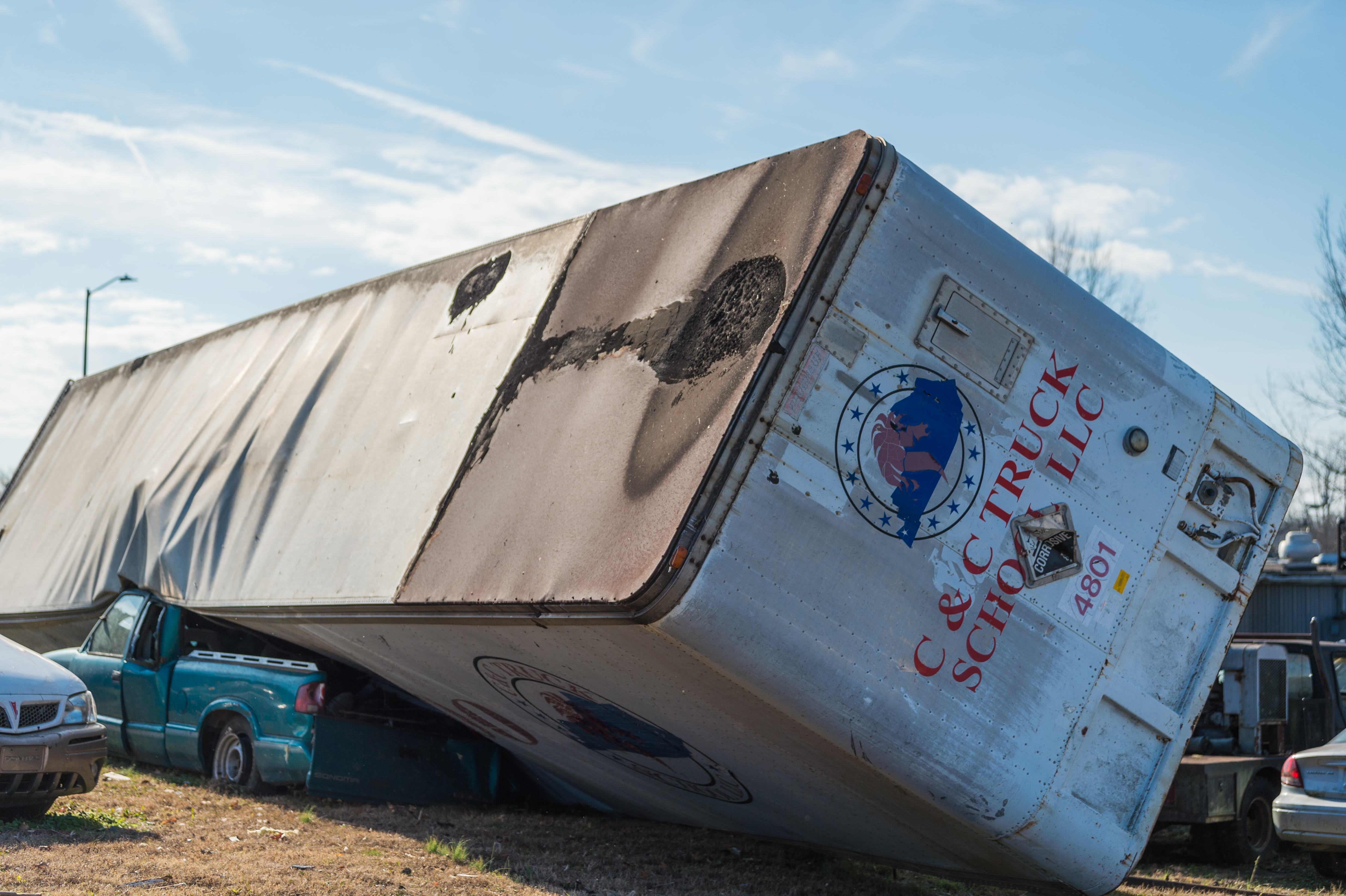
Gió to quật ngã thùng công ten nơ đè bẹp ô tô con.
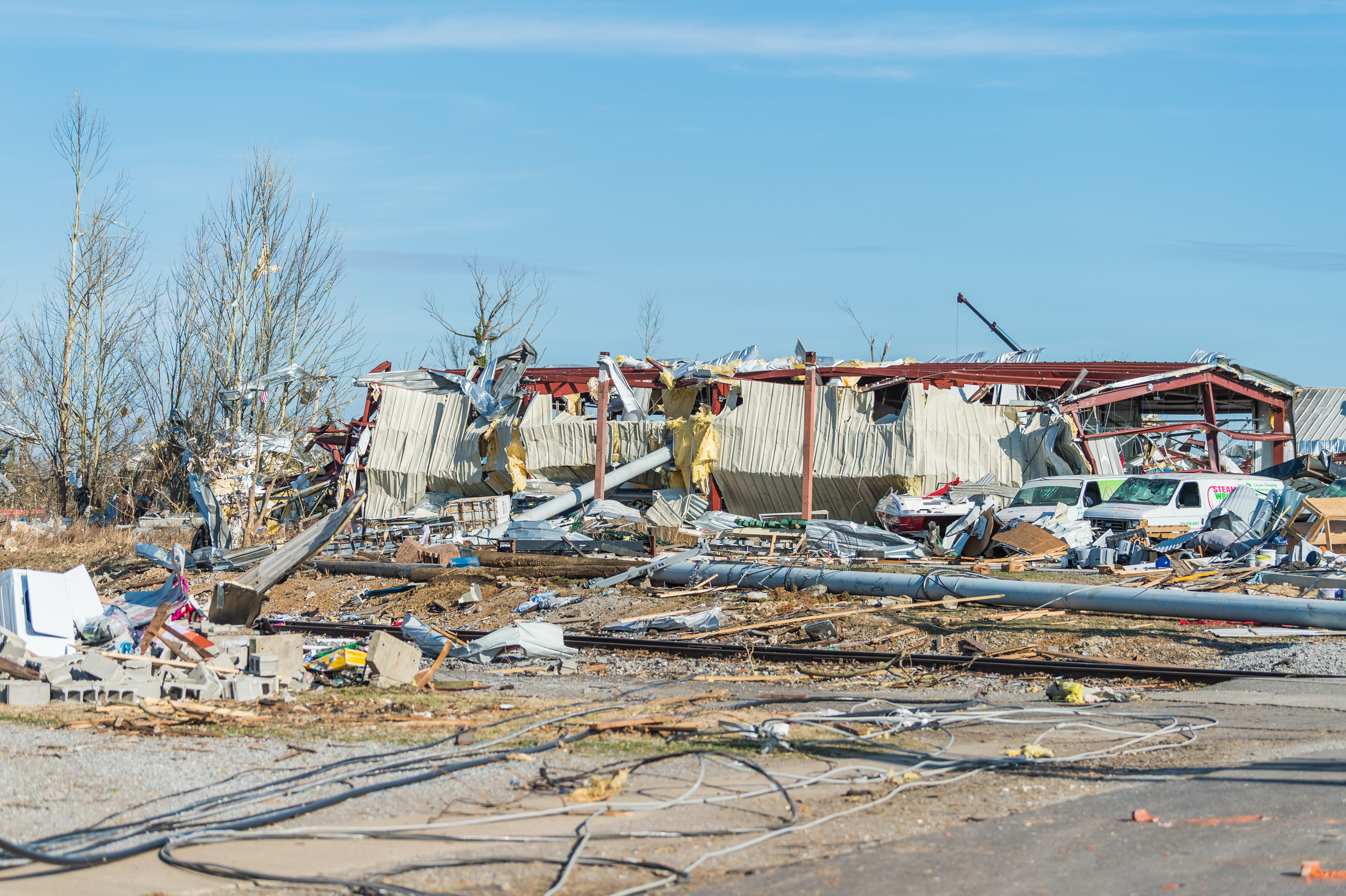
Gió mạnh quật ngã cây cối và nhà cửa đơn sơ.
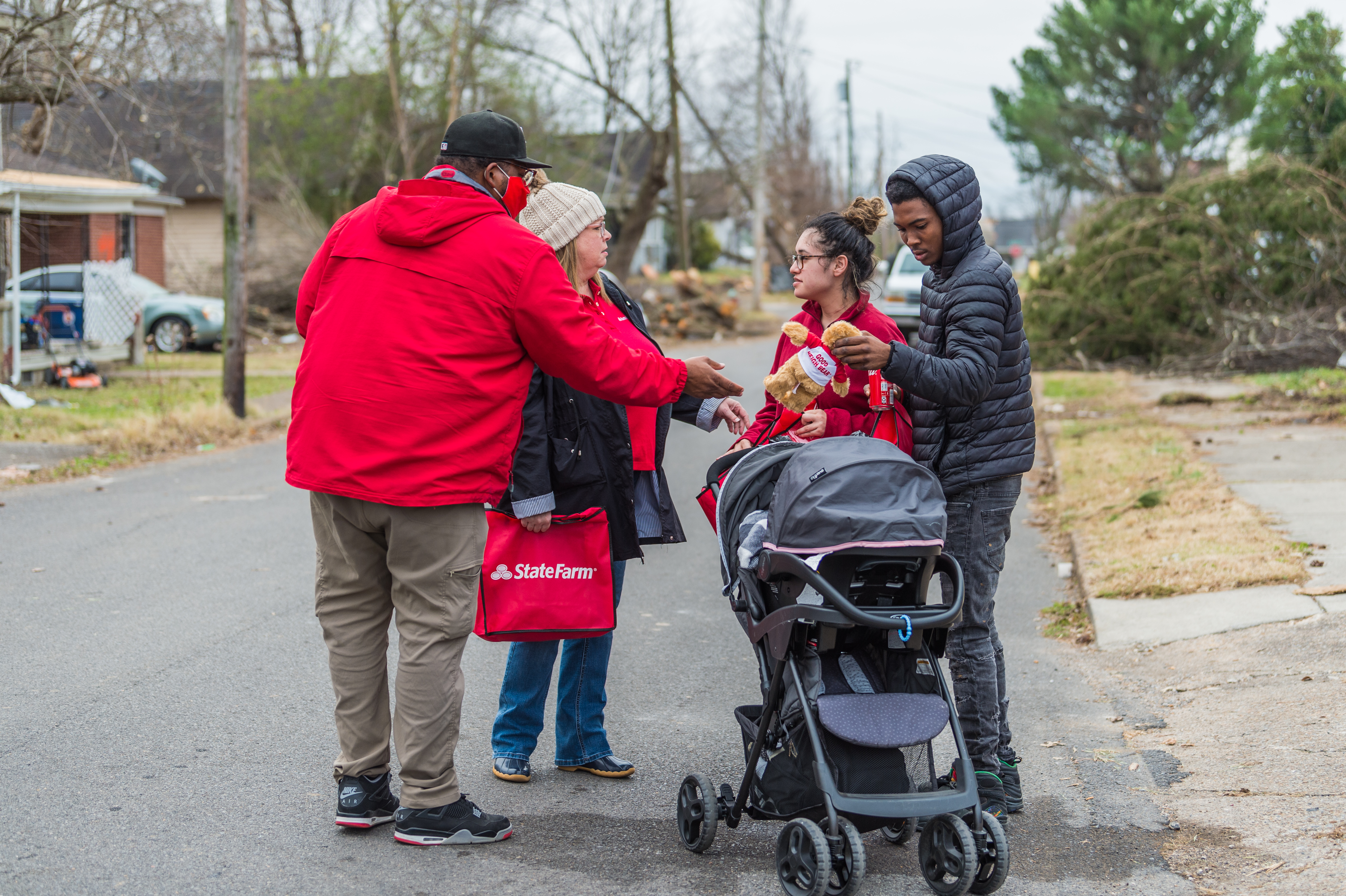
Đội cứu hộ đã đưa một gia đình đến nơi an toàn.
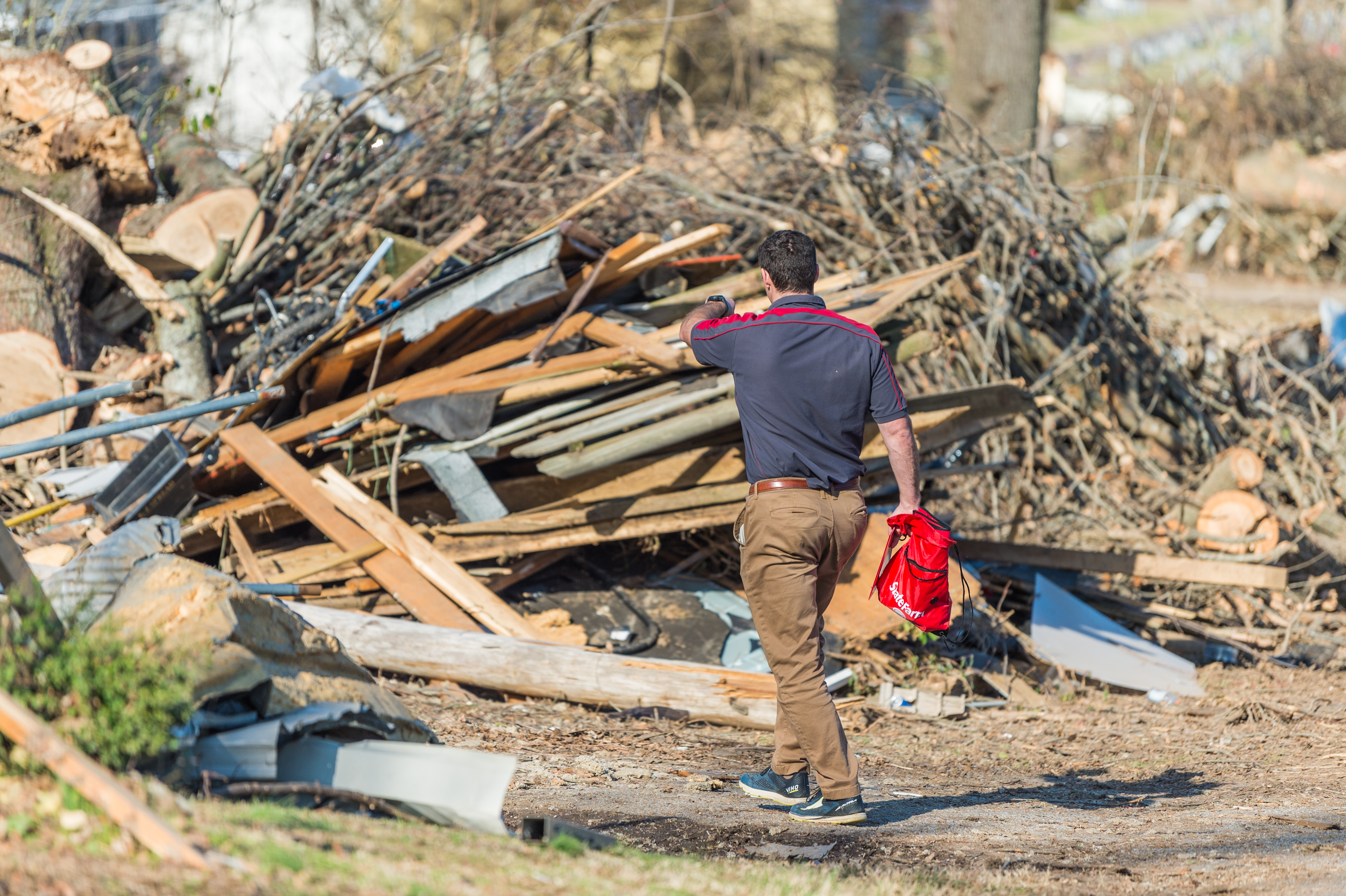
Một người đàn ông bật khóc khi căn nhà của mình đã bị sập.
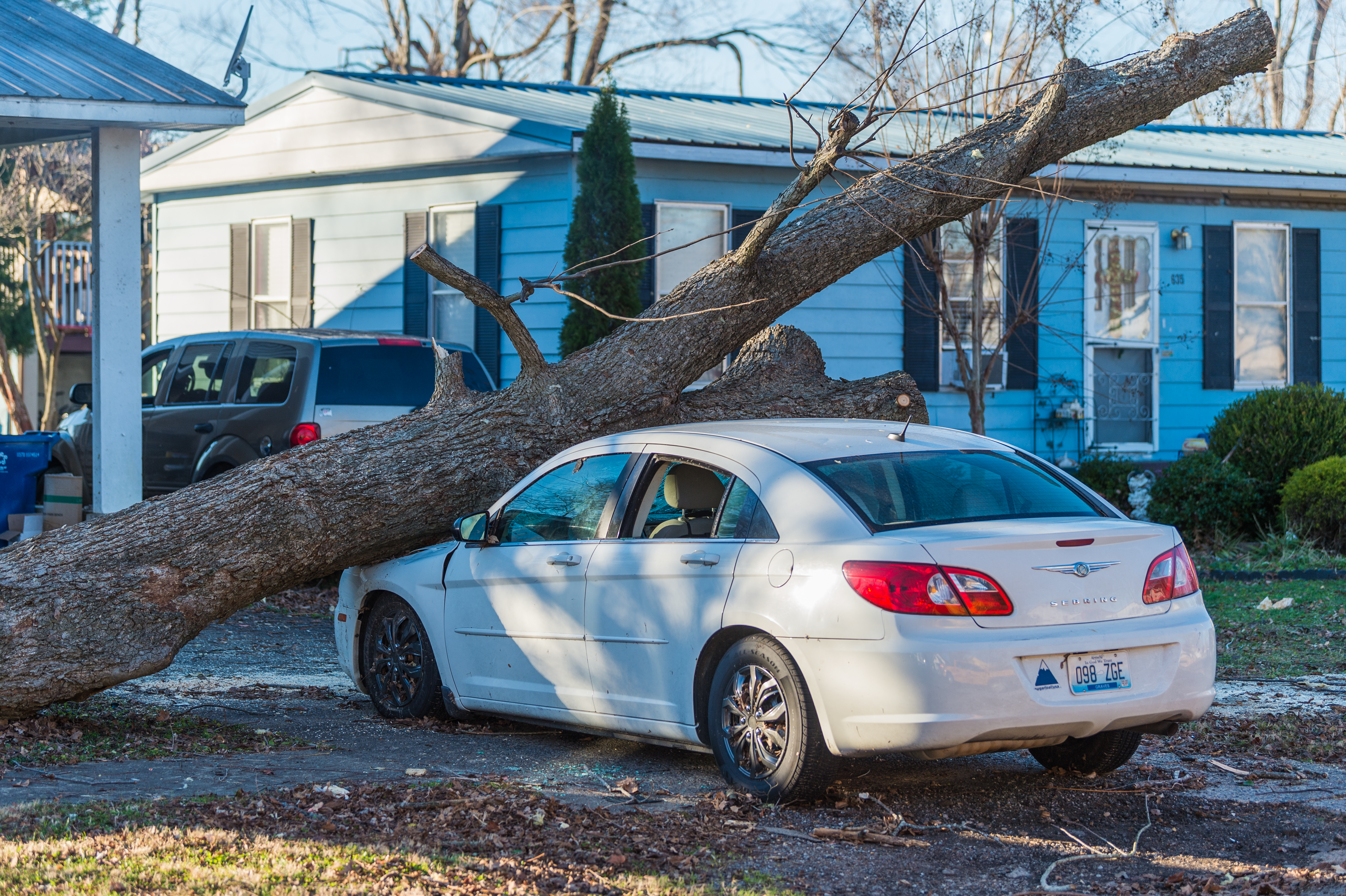
Cây đổ đè vỡ kính một chiếc xe hơi.
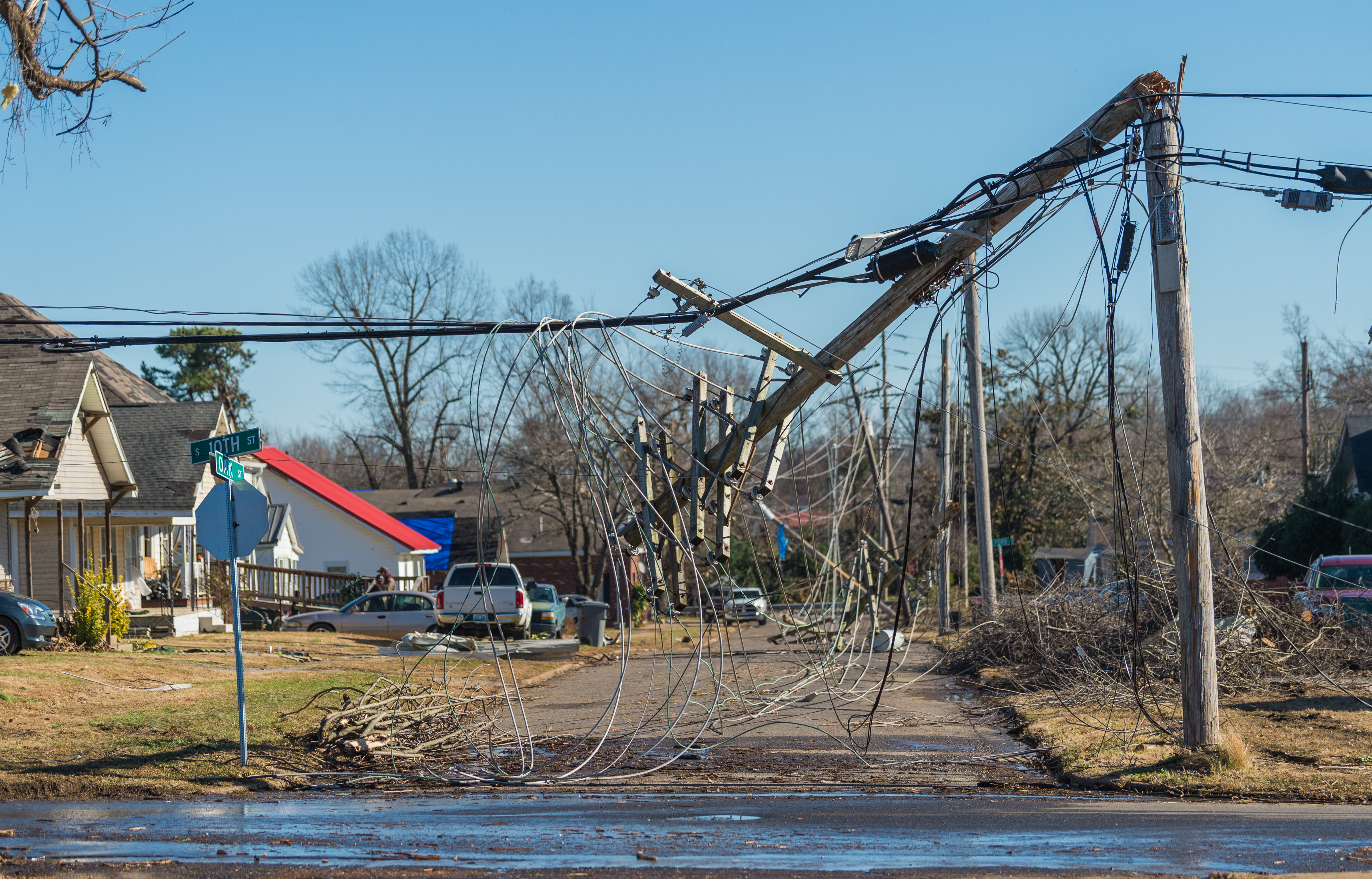
Đến cả cột điện cũng bị gãy đổ.
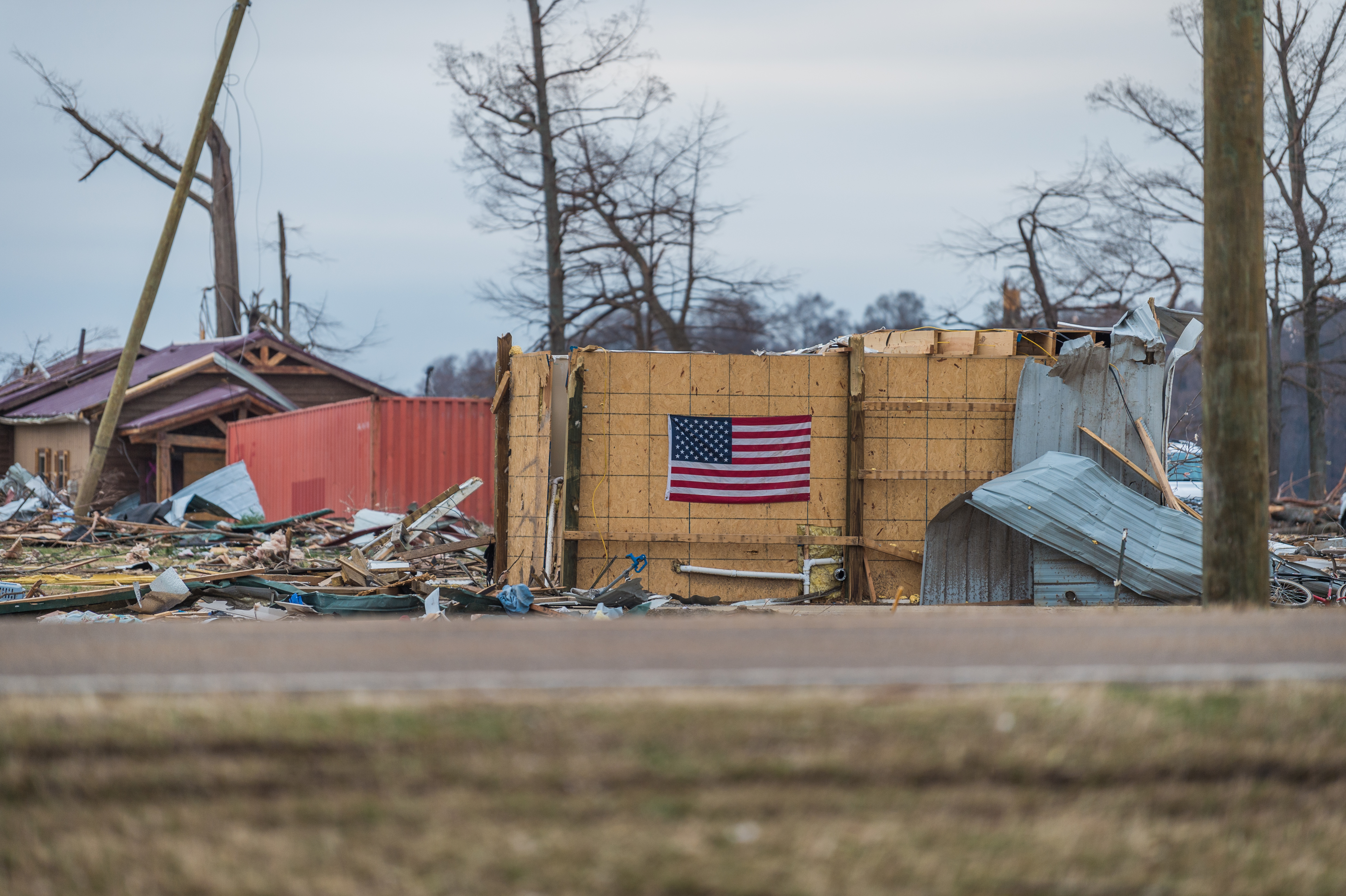
Nhà bị tốc mái do lốc xoáy.
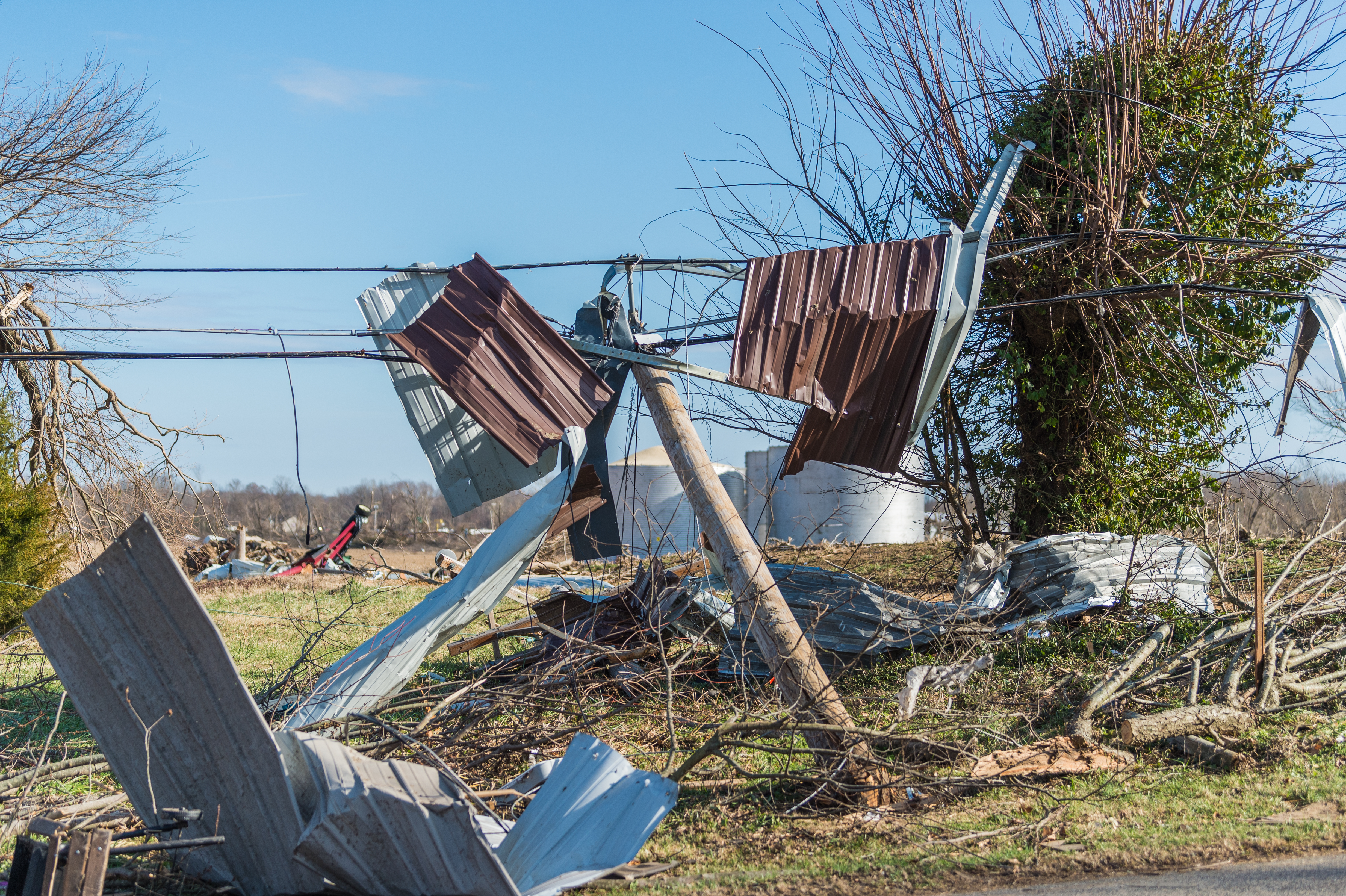
Tôn bay cứa đứt cả dây điện.